# Zugerberg
Lo Zugerberg è un valico alpino posto nei pressi di Zugo, nell'omonimo cantone.

## Geografia
Il valico collega la regione del lago di Zugo a occidente con Unterägeri, attraverso una regione collinare relativamente dolce posta a un'altitidine media di 920 m.

## Sport
La regione attorno al valico è meta di sportivi che vi praticano vari sport durante tutto l'anno.
In primavera ed estate sport molto praticati sono il parapendio e il ciclismo; l'autunno vede la presenza di molti escursionisti per la ricca rete di sentieri della regione; in inverno vi si pratica lo sci di fondo e tutti gli altri sport riguardanti la neve.

## Ciclismo
È praticato tutto l'anno anche nelle varianti come il downhill, sia come allenamento per i professionisti che come palestra per dilettanti. Si possono praticare percorsi di discesa come il wildspitz, di media difficoltà.

## Clima
Il clima è molto vario, principalmente di natura continentale.
In primavera si gode di un clima gradevole, con temperature che variano dai 10 ai 20 °C.
In estate le temperature possono aumentare fino a 30 °C, con lievi venti da nord-ovest.
L'autunno è caratterizzato dall'inizio dei primi freddi, tempo spesso e volentieri molto coperto; in tarda stagione si può vedere la prima neve.
In inverno lo Zugerberg si può coprire anche di 40 cm di neve e oltre. La caratteristica di questa zona è che appartiene a un microclima particolare: infatti è usuale che la neve ricopra la regione per poi sciogliersi in breve tempo e ricomparie più volte durante una staglione invernale.